# Championnat d'Australie de football 1980
Navigation
Saison précédente Saison suivante
La saison 1980 du Championnat d'Australie de football est la quatrième édition du championnat de première division en Australie. 
La NSL (National Soccer League) regroupe quatorze clubs du pays au sein d'une poule unique, où ils s'affrontent deux fois au cours de la saison, à domicile et à l'extérieur. En fin de saison, pour élargir le championnat à 16 équipes, le dernier du classement est relégué et remplacé par les trois meilleures équipes de Premier Division, la deuxième division australienne.
C'est le club de Sydney City Soccer Club qui remporte la compétition après avoir terminé en tête du classement final, avec un seul point d'avance sur Heidelberg United et deux sur South Melbourne FC. C'est le deuxième titre de champion de Australie de l'histoire du club après celui remporté en 1977 (sous le nom d'Eastern Suburbs).
Avant le début de la compétition, le Sydney Olympic FC déclare forfait et est remplacé par le club de Blacktown City FC.

## Les clubs participants
| - Sydney City Soccer Club - Marconi Fairfield - Heidelberg United - Adelaide City FC - APIA Leichhardt Tigers FC - Saint-George Saints FC - West Adelaide SC | - Footscray JUST - Brisbane Lions SC - Brisbane City FC - South Melbourne FC - Blacktown City FC - Canberra City FC - Newcastle KB United |

## Compétition

### Classement
Le barème utilisé pour établir le classement est le suivant :
- Victoire : 2 points
- Match nul : 1 point
- Défaite : 0 point

| Rang | Équipe                    | Pts | J  | G  | N  | P  | Bp | Bc | Diff |
| ---- | ------------------------- | --- | -- | -- | -- | -- | -- | -- | ---- |
| 1    | Sydney City Soccer Club   | 37  | 26 | 16 | 5  | 5  | 51 | 26 | +25  |
| 2    | Heidelberg United         | 36  | 26 | 15 | 6  | 5  | 55 | 33 | +22  |
| 3    | South Melbourne FC        | 35  | 26 | 15 | 5  | 6  | 42 | 21 | +21  |
| 4    | Marconi Fairfield'T'C     | 34  | 26 | 14 | 6  | 6  | 53 | 32 | +21  |
| 5    | Adelaide City FC          | 30  | 26 | 13 | 4  | 9  | 40 | 27 | +13  |
| 6    | Newcastle KB United       | 30  | 26 | 12 | 6  | 8  | 32 | 31 | +1   |
| 7    | Brisbane Lions SC         | 25  | 26 | 7  | 11 | 8  | 28 | 32 | -4   |
| 8    | APIA Leichhardt Tigers FC | 23  | 26 | 8  | 7  | 11 | 27 | 35 | -8   |
| 9    | Footscray JUST            | 23  | 26 | 7  | 9  | 10 | 32 | 41 | -9   |
| 10   | Canberra City FC          | 21  | 26 | 7  | 7  | 12 | 34 | 33 | +1   |
| 11   | Blacktown City FCP        | 21  | 26 | 9  | 3  | 14 | 34 | 55 | -21  |
| 12   | Brisbane City FC          | 18  | 26 | 4  | 10 | 12 | 29 | 36 | -7   |
| 13   | West Adelaide SC          | 17  | 26 | 7  | 3  | 16 | 24 | 46 | -22  |
| 14   | Saint-George Saints FC    | 14  | 26 | 5  | 4  | 17 | 32 | 65 | -33  |

|  | Champion d'Australie 1980                                                                          |
|  | Relégation directe en Premier Division                                                             |
|  | T: Tenant du titre C: Vainqueur de la Coupe d'Australie P: Club débutant en National Soccer League |

## Bilan de la saison
| Championnat d'Australie de football 1980                             |                                    |
| Champion                                                             | Sydney City Soccer Club (2e titre) |
| Coupes et trophées                                                   |                                    |
| Vainqueur de la Coupe d'Australie 1980                               | Marconi Fairfield                  |
| Promotions et relégations                                            |                                    |
| Promus en Championnat d'Australie de football                        | Wollongong City FC                 |
| Promus en Championnat d'Australie de football                        | Preston Lions SC                   |
| Promus en Championnat d'Australie de football                        | Sydney Olympic FC                  |
| Relégués en Championnat d'Australie de football de deuxième division | Saint-George Saints FC             |